# أوميهاتشيمان (شيغا)
أوميهاتشيمان (باليابانية: 近江八幡市 أوميهاتشيمان-شي) هي مدينة تتبع لمحافظة شيغا. تأسست المدينة في 31 مارس، 1954.

## تاريخ
تطورت أوميهاتشيمان كمركز تجاري بعد أن بنى تويوتومي هيده-توسوغو قلعة في المنطقة في أواخر القرن السادس عشر مما جذب إليها الحركة التجارية.

## جغرافيا
تقع أوميهاتشيمان في مركز محافظة شيغا على الضفة الشرقية لبحيرة بيوا، وهي عبارة عن سهل بالإضافة إلى بعض الجبال ذات الارتفاع المنخفض، بالإضافة إلى جزيرة أوكيشيما في بحيرة بيوا.

## توأمة
لأوميهاتشيمان (شيغا) اتفاقيات توأمة مع كل من:
- غراند رابيدز
- ليفنوورث
- ميريانغ [الإنجليزية]‏

## أعلام
- كوتا أوكي
- يوكيكو إينوي
- تاكاشي إينوي

## وصلات خارجية
- موقع المدينة الرسمي باللغة اليابانية